# Marquelia
Marquelia é uma localidade do estado de Guerrero, no México.